# Partridge (Kansas)
Pour les articles homonymes, voir Partridge.
Partridge est une ville américaine située dans le comté de Reno, au Kansas. Selon le recensement de 2020, sa population est de 209 habitants.